# Casa Boardman
La Casa Boardman (in inglese: Boardman House) è una storica residenza della città di Ithaca nello Stato di New York.

## Storia
La casa venne eretta tra il 1866 el 1867 da A.B. Dale per George McChain su un terreno che quest'ultimo aveva comperato da Ezra Cornell. La residenza porta il nome del giudice Douglass Boardman, il primo preside della Scuola di Legge dell'Università Cornell, il quale acquistò la proprietà nel 1886.
L'edificio venne venduto all'Ithaca Conservatory of Music, oggi divenuto l'Ithaca College, nel 1911, andandone ad ospitare alcuni uffici amministrativi. Tra il 1966 e il 1972 la casa ospitò quindi il Museo d'arte dell'Ithaca College Museum.
L'edificio è iscritto nel registro nazionale dei luoghi storici dal 6 maggio del 1971.

## Descrizione
L'edificio, sviluppato su tre livelli più un piano mansardato, presenta uno stile italianeggiante, molto diffuso all'epoca negli Stati Uniti. La facciata è in mattone rosso con rifiniture di color marrone. La copertura a padiglione è sormontata da una piccola cupola. Il portico d'ingresso è sostenuto da due coppie di colonne e da due semicolonne in stile ionico, a loro volta sostenute da pilastrini.

## Galleria d'immagini

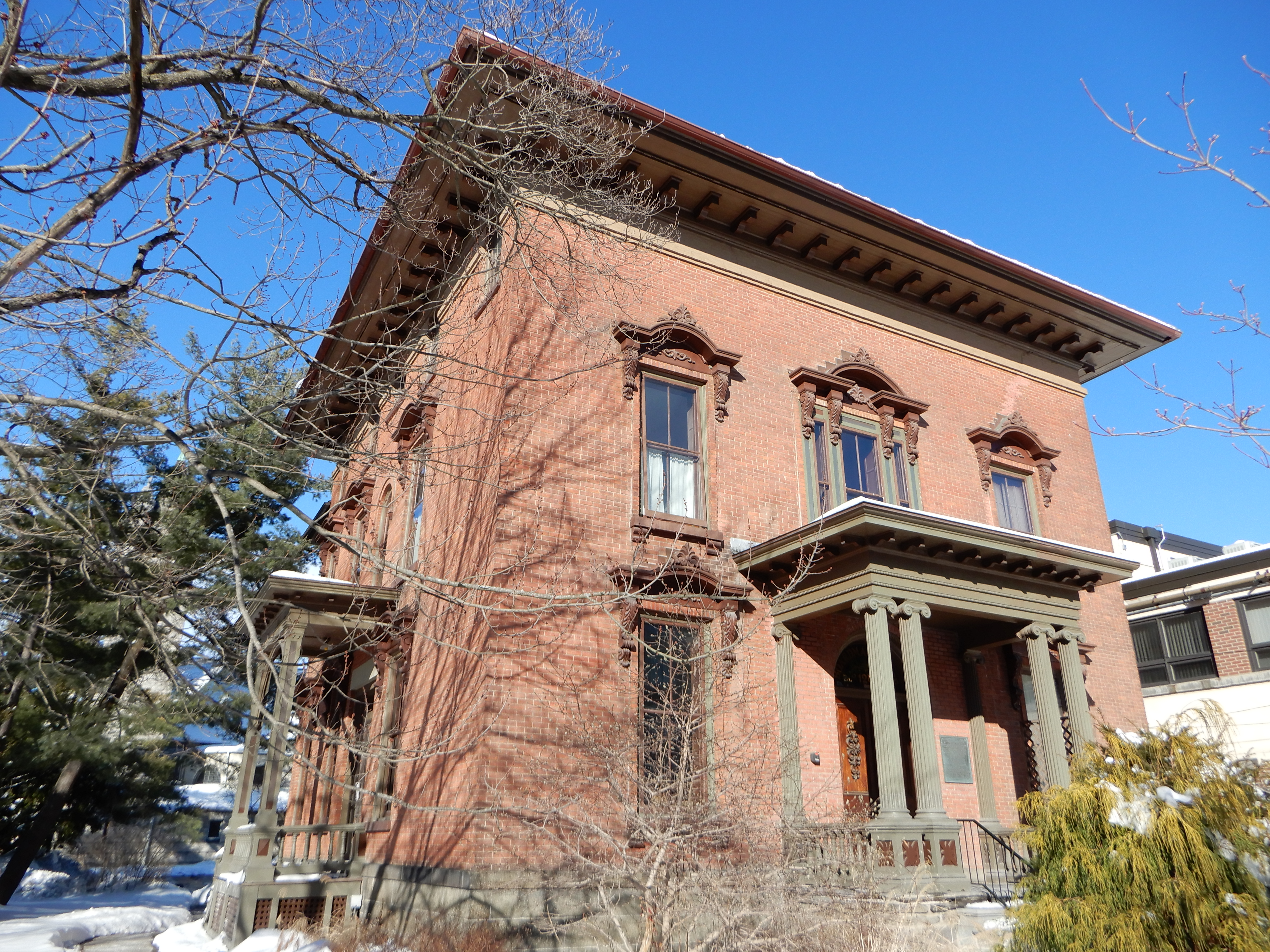
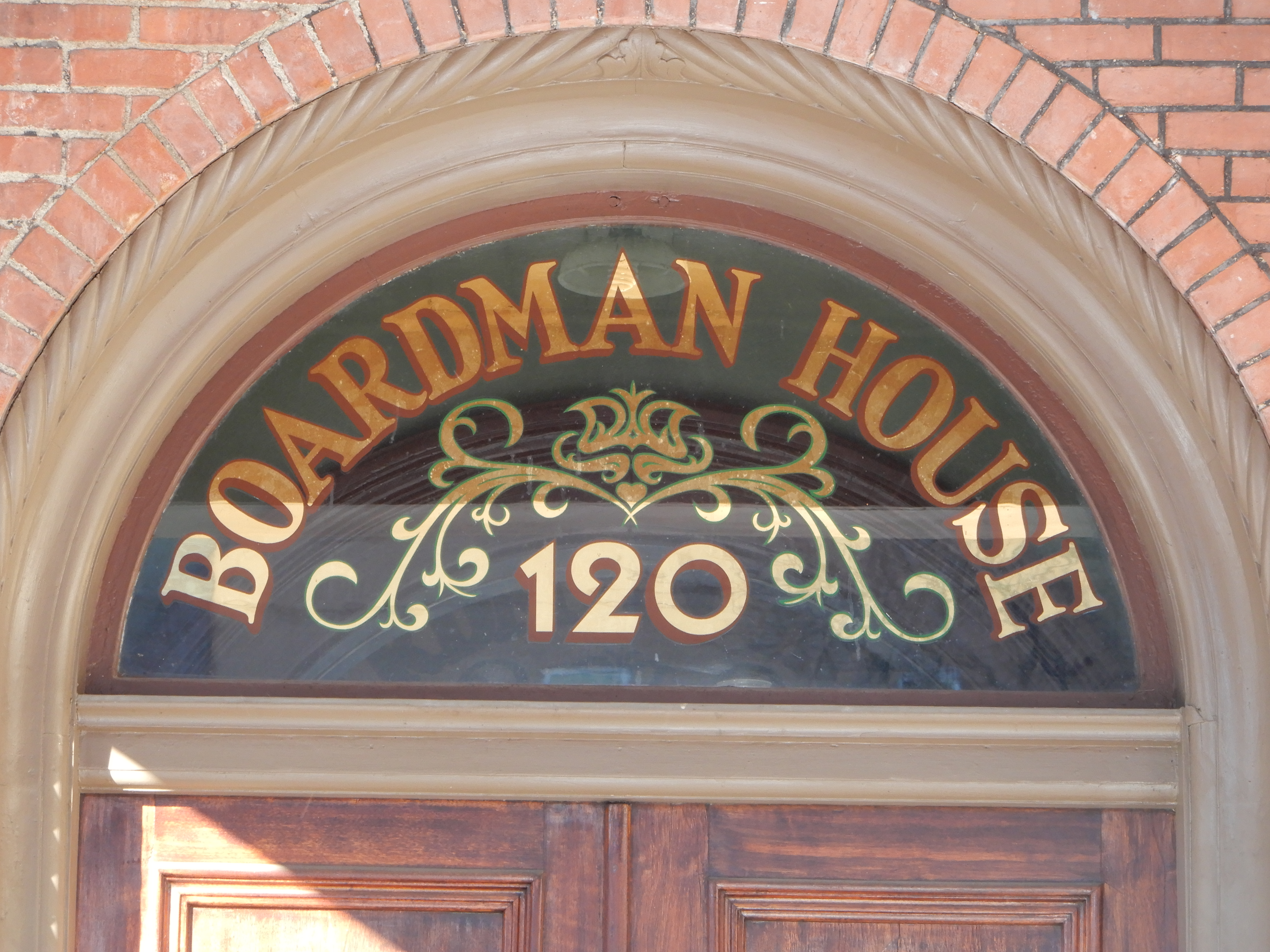
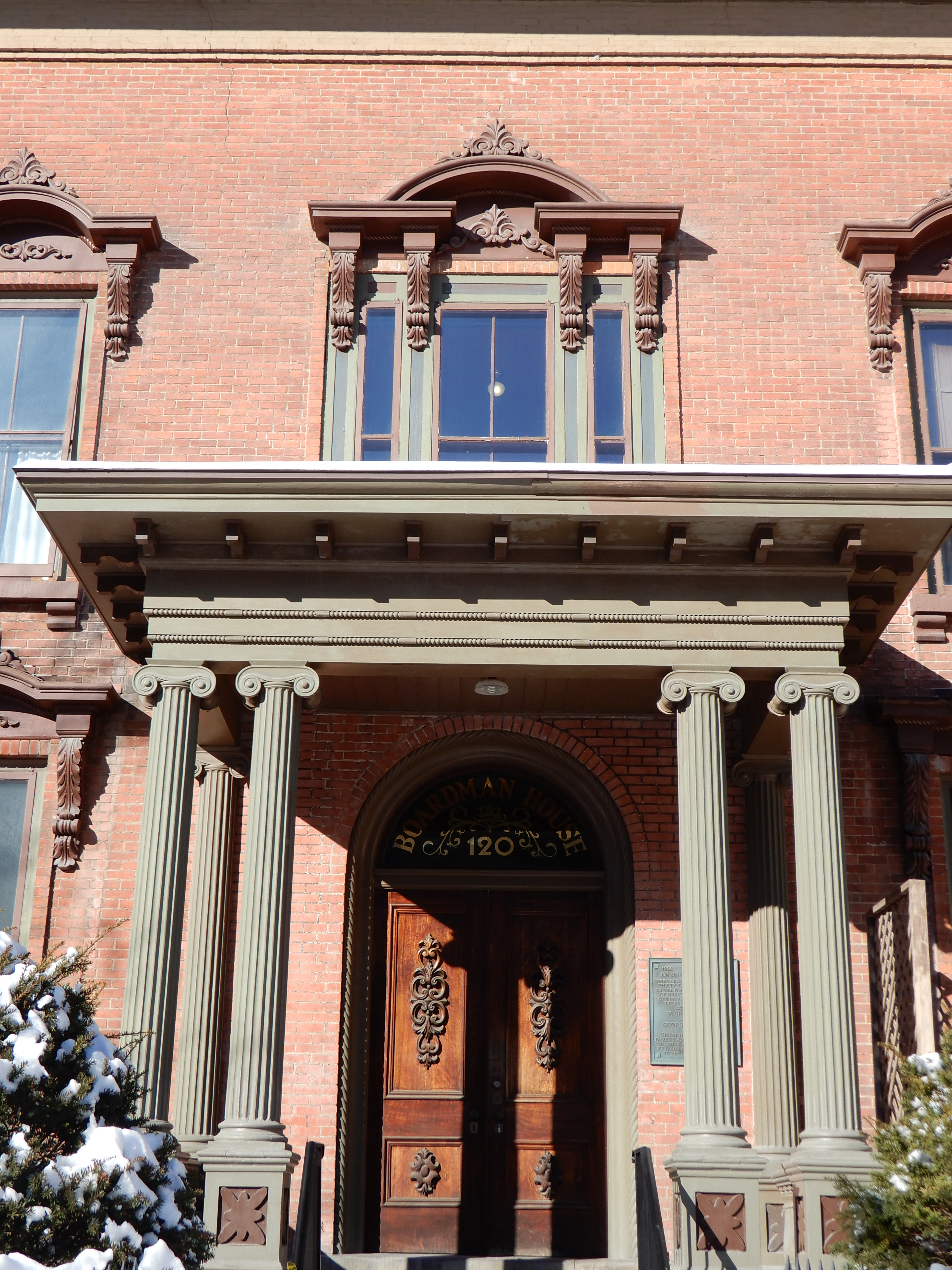